# Aphaereta
Aphaereta is een geslacht van insecten uit de orde vliesvleugeligen (Hymenoptera), de familie schildwespen (Braconidae) en uit de onderfamilie Alysiinae.

## Soorten
- A. alkonost Belokobylskij, 1998
- A. aotea Hughes & Woolcock, 1976
- A. apicalis Ashmead, 1895
- A. atlantica Arouca & Penteado-Dias, 2009
- A. basirufa Granger, 1949
- A. brevis Tobias, 1962
- A. breviterebrata Samiuddin & Ahmad, 2008
- A. colei Marsh, 1969
- A. confusa Wharton, 1994
- A. debilitata Morley, 1933
- A. difficilis Nixon, 1939
- A. dipterica Fischer, 1966
- A. elegans Tobias, 1962
- A. excavata McComb, 1960
- A. falcigera Graham, 1960
- A. flavidens (Ratzeburg, 1844)
- A. genevensis Fischer, 1966
- A. indica Samiuddin & Ahmad, 2008
- A. ithacensis Fischer, 1966
- A. kroshka Belokobylskij, 1998
- A. laeviuscula (Spinola, 1851)
- A. lonchaeae Wharton, 1977
- A. major (Thomson, 1895)
- A. marshi Wharton, 1977
- A. masoni McComb, 1960
- A. megalops Wharton, 1977
- A. melanura Schrottky, 1902
- A. minuta (Nees, 1811)
- A. minys Samiuddin & Ahmad, 2008
- A. muesebecki Marsh, 1969
- A. palea (Papp, 1990)
- A. pallidinotum Wharton, 2002
- A. pallipes (Say, 1829)
- A. rubicunda Tobias, 1962
- A. sarcophagensis Shenefelt, 1974
- A. scaptomyzae Fischer, 1966
- A. stigmaticalis (Thomson, 1895)
- A. subtropicalis Wharton, 1977
- A. sylvia Belokobylskij, 1998
- A. tenuicornis Nixon, 1939
- A. tricolor Papp, 1994
- A. varipedis Fischer, 1966
- A. vondelparkensis 2019